# Vasco Valerio
Vasco Valerio (Verona, 1910 – Roma, 19 maggio 1969) è stato un tennista e produttore cinematografico italiano.

## Biografia

### Carriera da giocatore
La carriera agonistica di Vasco Valerio inizia nel 1930 nelle categorie minori. Nel 1935 vince i campionati italiani di seconda categoria. Passa in prima categoria l’anno successivo con risultati mediocri. Abbandona l'attività agonistica una prima volta nel 1940. Torna sui campi da gioco nel dopoguerra e, nel 1953, si ha la sua unica apparizione nei tornei del Grande Slam, al Roland Garros, dove viene eliminato al primo turno dal sudafricano Ian Vermaark. Partecipa ancora per tre anni di seguito alla Coppa Città di Napoli (1957-1958-1959), perdendo sempre al primo turno anche se con avversari di valore (Luis Ayala, Orlando Sirola e Roy Emerson). Abbandona definitivamente l’attività agonistica a 49 anni.

### Capitano non giocatore della squadra italiana di Coppa Davis
Ben più interessante è stata la sua attività di dirigente federale. Già Presidente della Commissione tecnica federale, dal 1965 al 1968 è costretto a ricoprire anche lo scomodo ruolo di capitano non giocatore della squadra italiana di Coppa Davis. A Pietrangeli, infatti, non va giù la nomina di Fausto Gardini. Le sue dichiarazioni alla stampa convincono il milanese a dimettersi senza essersi seduto nemmeno una volta in panchina. Gli subentra Valerio ma è un periodo difficile e di transizione. 
La squadra ruota attorno a campioni in declino quali Pietrangeli e Merlo e giovani non ancora completamente maturi come Sergio Tacchini. Quest'ultimo, alla vigilia del primo turno della competizione, è protagonista di un litigio con un avversario alla Coppa Città di Napoli. Valerio lo squalifica e gli inibisce di partecipare ai primi due incontri di Coppa Davis. Non c’è storia al primo turno, contro il Portogallo, sconfitto per 5-0, con in campo, nel doppio, Nicola Pietrangeli e Giordano Maioli. Apparentemente più contrastata la vittoria in casa con il Brasile (3-2), ma già conclusa dopo il secondo giorno con la vittoria di Pietrangeli-Maioli nel doppio. Nei quarti di finale, contro la Cecoslovacchia, Valerio consente a Tacchini di giocare ma soltanto in doppio con Pietrangeli ed al posto di Maioli, mentre in singolare gli preferisce Merlo. Le due scelte si rivelano un fallimento. Pietrangeli conquista entrambi i punti del singolare, contro Jaworski e ma cede nel doppio, in coppia con Sergio Tacchini. Infine, Merlo non riesce a conquistare il terzo punto contro il modesto ma più fresco Holeček. L'Italia è così eliminata dalla Cecoslovacchia per 3-2 .
Nel 1966, dopo la vittoria per 4-1 contro l'Unione Sovietica, l'Italia gioca la semifinale contro il Sudafrica, al Foro Italico. Il match inizia nel migliore dei modi, Tacchini batte il n. 1 avversario Cliff Drysdale e Pietrangeli si aggiudica il punto del 2-0. Nel doppio, Valerio schiera la giovane coppia Maioli-Di Maso, che vengono sconfitti. Il terzo giorno è una disfatta, Pietrangeli perde in cinque set da Drysdale e Tacchini in tre da Diepramm, per l'ennesima clamorosa eliminazione. Anche nel 1967, l'Italia è eliminata in semifinale, a Napoli, dal Brasile, per 1-3. Pietrangeli perde subito il primo incontro da Edison Mandarino, in quattro set. Nulla da fare né per Maioli, in singolare, contro Koch, né per il doppio Maioli-Crotta. A risultato acquisito per il Brasile, Pietrangeli conquista il punto della bandiera, battendo Koch.
Per risvegliare l'ambiente, Valerio si adopera per il tesseramento dell’australiano Martin Mulligan, che ha sposato un'italiana, e farlo giocare in Davis con i colori azzurri. Pietrangeli si offre di giocare con lui anche in doppio, per formare un team più competitivo, anche se per la sua età, non sembra più in grado di giocare ad alto livello tre incontri in tre giorni. Valerio non sa opporsi. Il primo turno, contro l'Ungheria, è una cavalcata trionfale: 5-0. Pietrangeli non vuole concedere il punto della bandiera nemmeno a risultato acquisito, all'anziano avversario István Gulyás, che batte in cinque set. Stesso risultato con il modesto Principato di Monaco. Decisamente più combattuta è la semifinale contro l'Unione Sovietica, a Reggio Emilia. Dopo il primo punto, conquistato da Pietrangeli contro Toomas Leius, Mulligan si fa battere nettamente da Aleksandre Met'reveli. Diventa cruciale aggiudicarsi il doppio e Pietrangeli-Mulligan battono la coppia sovietica in quattro set. La fatica, per il trentacinquenne italo-tunisino, si rivela irrecuperabile e, nella giornata conclusiva, è schiantato da Met'reveli per 6-0, 6-0, 6-1. Fortunatamente, Mulligan, all’ultimo incontro con Leius, riesce a conquistare il punto della vittoria (3-2 per l’Italia). 
La finale europea si gioca a Barcellona, contro la Spagna. Mulligan perde incredibilmente contro il n. 2 spagnolo Juan Gisbert. Pietrangeli non ce la fa contro Manuel Santana e cede in cinque combattutissimi set. Con la vittoria del doppio Pietrangeli-Mulligan su Manuel Orantes e José Luis Arilla, l’Italia torna a sperare ma, anche in questo caso, le scorie accumulate nei precedenti incontri impediscono a Pietrangeli di ben figurare nell’ultima giornata. È battuto anche lui da Gisbert in tre set. L’ultimo incontro diventa ininfluente.
La stampa addebita la sconfitta al gioco svogliato di Mulligan. Le polemiche investono soprattutto Vasco Valerio, reo di essere stato il principale fautore del suo tesseramento. Il capitano non giocatore è così costretto a dimettersi.

### Vita extrasportiva
Oltre all’attività sportiva, sia agonistica che dirigenziale, Vasco Valerio è stato un noto industriale del mondo del cinema.
È morto colpito da un infarto mentre stava giocando a tennis con Andreina Sciandone al Circolo Parioli di Roma.